# Lipany (Vitice)
Lipany jsou vesnice a část obce Vitice v okrese Kolín. Nachází se 1,7 kilometru východně od Vitic.

## Historie
První písemná zmínka o vsi je z roku 1357, kdy byla společně s dalšími statky darována nově založenému klášteru v Klášterní Skalici.
V katastru vesnice, na vrcholu kóty 367 Lipská hora, byla 11. září 1881 odhalena mohyla Prokopa Holého, jež připomíná památku obětí bitvy u Lipan.
Vesnice leží v katastrálním území Lipany u Vitic o rozloze 3,19 km². Dopravní obslužnost ve směru na Kouřim a Český Brod zde zajišťuje společnost Ropid Praha. U severního okraje vesnice leží rybník. Ve středu Lipan stojí budova bývalého zámku, kde byl do roku 1990 umístěn archiv pro patenty a vynálezy.

## Fotogalerie

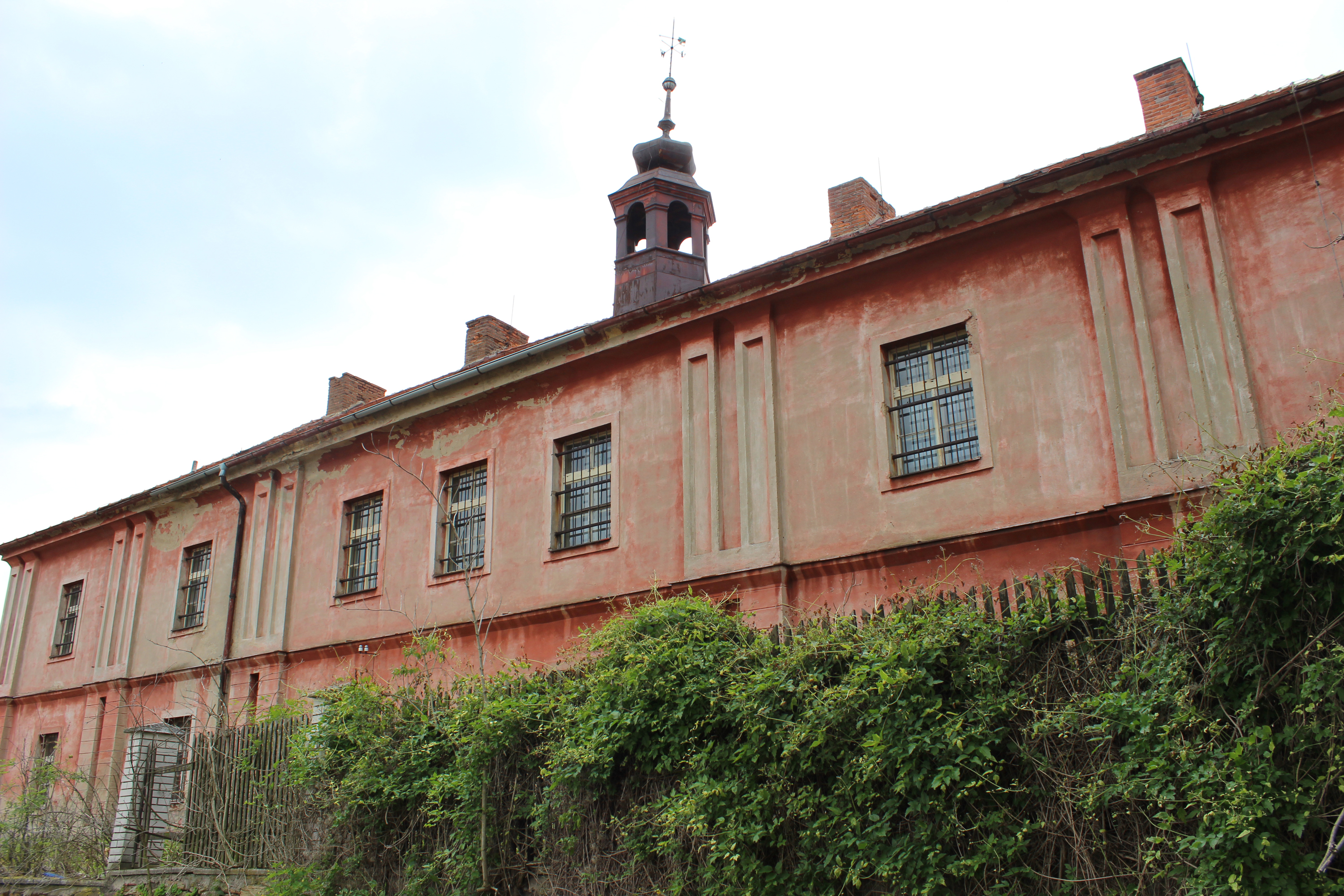
Budova zámku
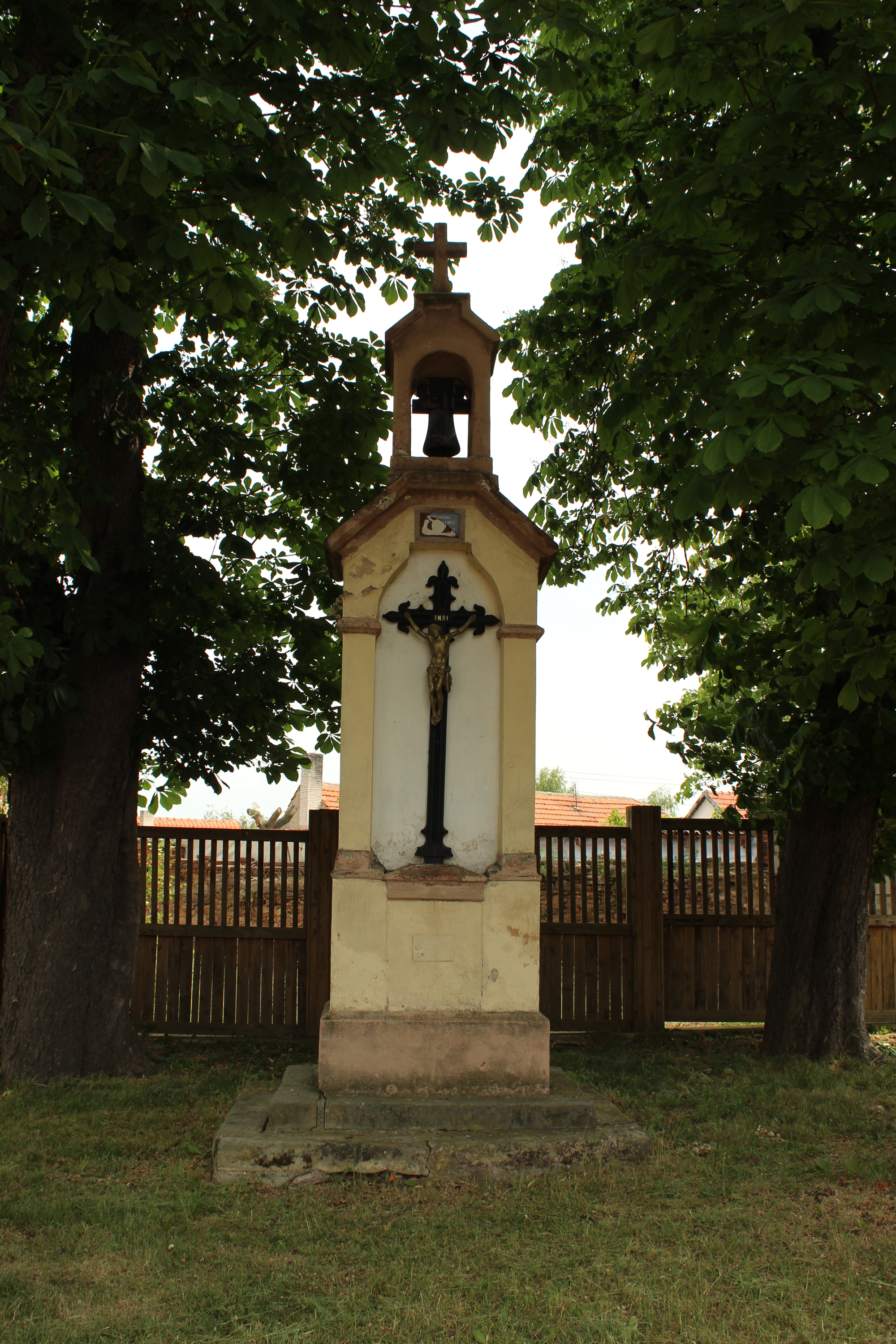
Boží muka se zvoničkou na návsi
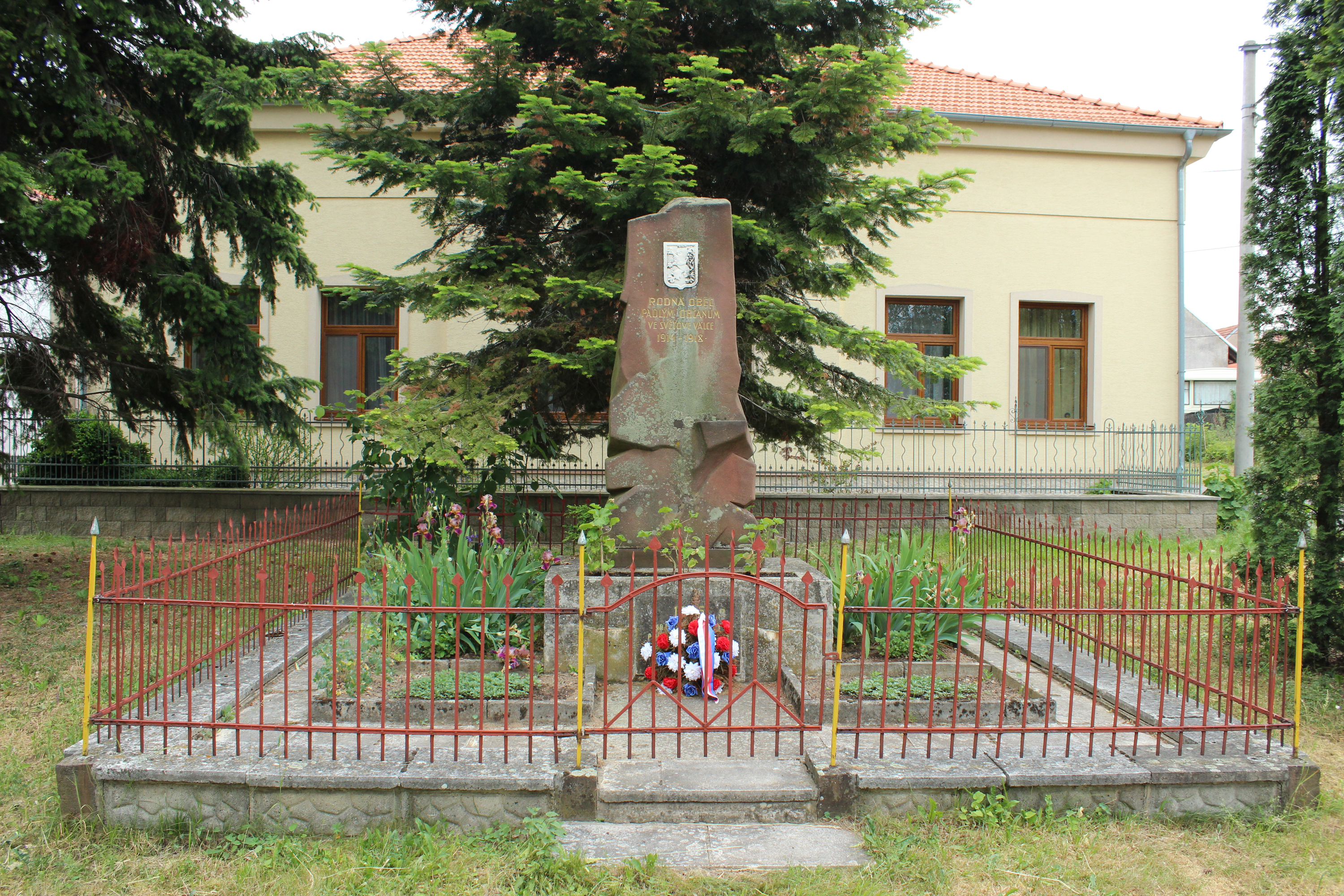
Pomník obětem první světové války